# Église Santa Maria delle Grazie (Milan)
Pour les articles homonymes, voir Santa Maria delle Grazie.
Santa Maria delle Grazie est une église et un monastère dominicain de Milan. L'édifice gothique, de l'architecte Guiniforte Solari, s'est vu amputé de son abside en 1492 pour faire place à une « tribune » correspondant mieux au goût du temps, chef-d'œuvre de l'architecture Renaissance, dû à l'architecte Bramante. Le réfectoire du monastère abrite la célèbre Cène de Léonard de Vinci.

## Historique
L'église et le monastère ont été fondés vers 1463 par des Dominicains sur un terrain offert par Gasparo Vimercati. Sur ce terrain existait déjà un oratoire dédié à une image miraculeuse de la Vierge des Miséricordes (Vergine delle Grazie). Cet oratoire fut conservé et intégré à la nouvelle construction et l'église consacrée à Santa Maria delle Grazie. L'église est achevée entre 1472 et 1482.
Le premier architecte en est Guiniforte Solari. L'intérieur est constitué de trois nefs, séparées par une série de colonnes en granit, avec des chapiteaux corinthiens, d'où s'élancent des voûtes d'arêtes « à la forme ogivale peu accentuée ».
En 1492, sur ordre de Ludovic Sforza, l'abside de l'église (y compris le chœur et le transept) sont démolis. La nouvelle abside est réalisée par Bramante. La coupole a un diamètre de 20 m et une hauteur de 40 m.
Entre 1886 et 1895, une campagne de restauration est menée sous la direction de Luca Beltrami (à qui l'on doit aussi la restauration du château des Sforza).
Dans l'ancien oratoire, la chapelle du Rosaire (Capella del Rosario), on trouve toujours sur l'autel l'image qui était jugée miraculeuse par les Milanais. À l'entrée de la chapelle Giovanni Battista Crespi, dit le Cerano, a peint avec son atelier un tableau représentant la Vergine delle Grazie.
La quatrième chapelle de droite avait été mise à disposition de la Congrégation de la Sainte-Couronne par les Dominicains. La congrégation avait commandé au Titien le Couronnement d'épines aujourd'hui au Louvre. La chapelle a été décorée par Gaudenzio Ferrari. Le thème en est la passion du Christ, avec d'un côté une Crucifixion, et de l'autre un Ecce Homo et une Flagellation.

## «Tribune» de Bramante

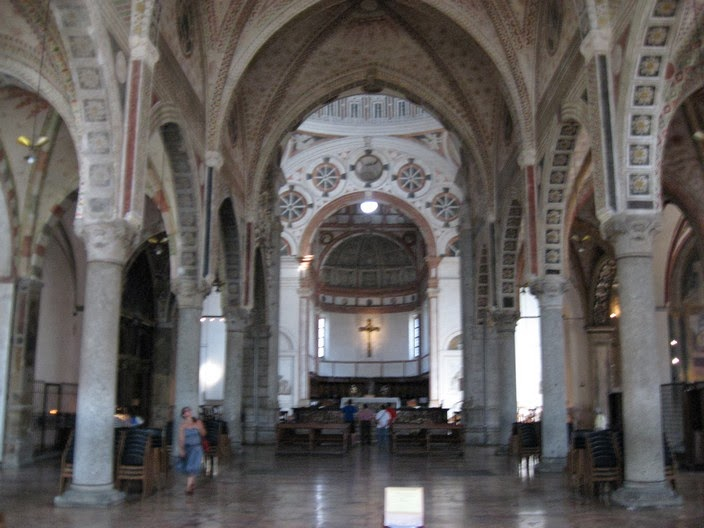
L'église Santa Maria delle Grazie vue intérieure

La basilique, édifiée entre 1463 et 1482 dans la tradition gothique lombarde par l'architecte Guiniforte Solari, venait à peine d'être achevée lorsque le duc de Milan, Ludovic Sforza, décida, en 1492, après son fastueux mariage avec Béatrice d'Este, d'en faire un monument reflétant le nouveau style alors en vogue dans les cours les plus riches de la péninsule, style que l'on qualifiera plus tard de Renaissance. Ludovic fit démolir l’abside de la basilique pour la remplacer par une structure plus imposante dans le nouveau style. L’architecte Bramante imagina une « tribune »  à plan centré constituée d’un immense cube surmonté d’une coupole et flanqué de trois absides, dont celle du chœur.

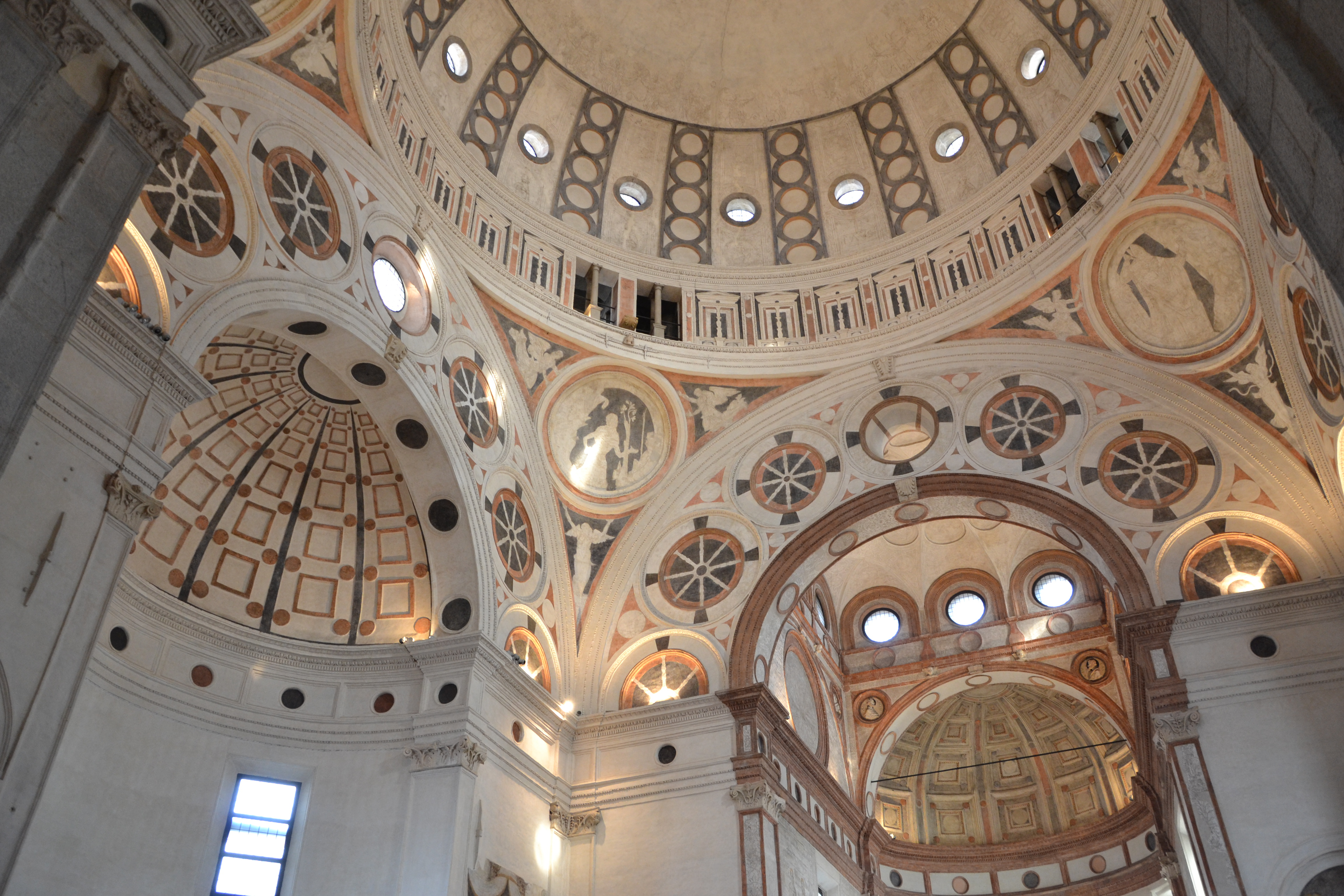
La « tribune » de Bramante, intérieur.

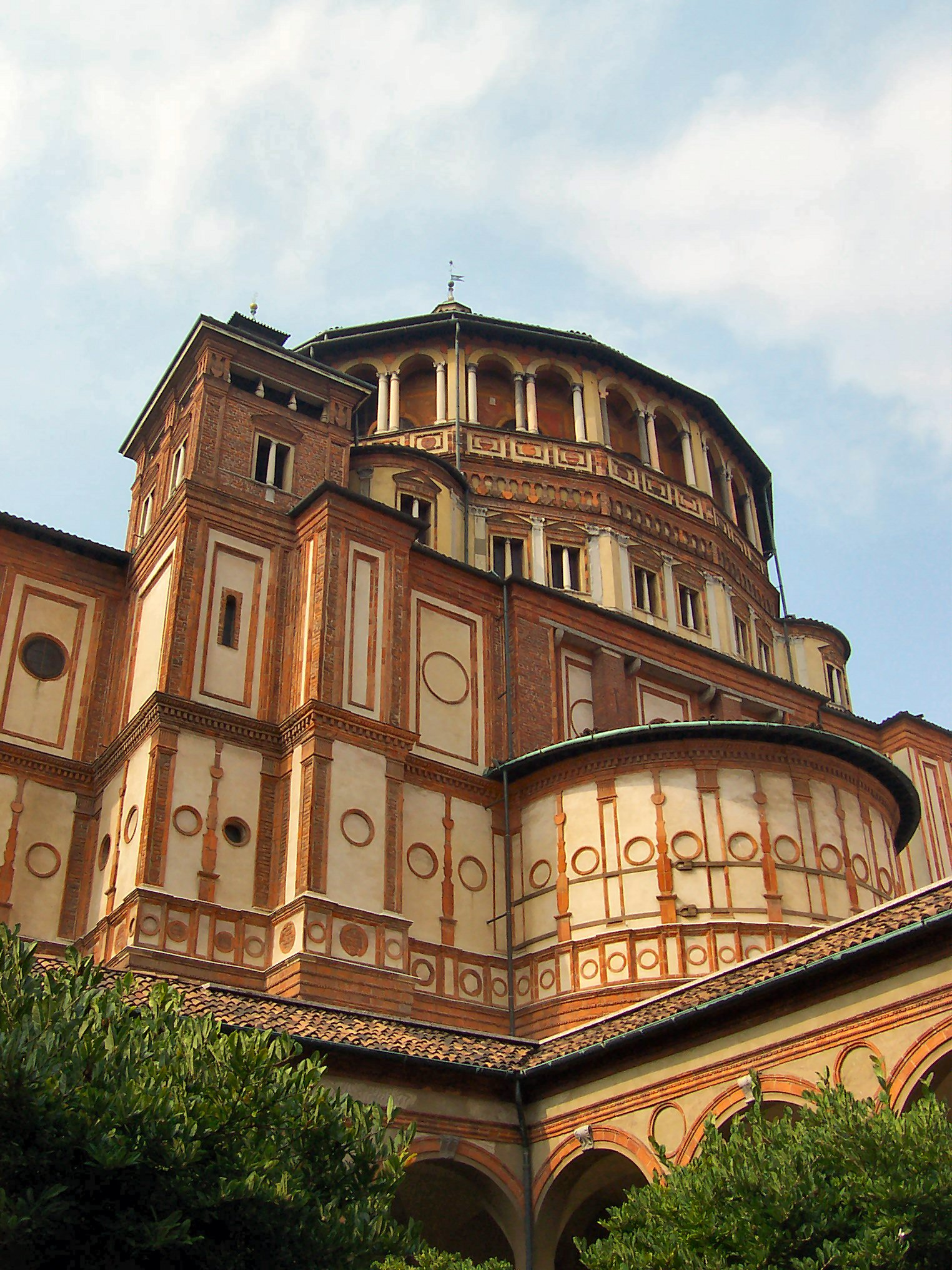
La « tribune » de Bramante, vue de l'arrière.

La coupole repose sur un tambour qui a l'aspect original d’une galerie parcourant toute la circonférence, alternant baies ouvertes et aveugles. La transition avec le plan carré du cube se fait par l'intermédiaire de pendentifs, où s'inscrivent des tondi représentant les quatre docteurs de l'Église. La pureté géométrique du cercle de la coupole, symbole de perfection, est reprise par la décoration aux motifs circulaires noirs sur plâtre blanc, par les roues à rayons ornant les arcs, par les oculus ouverts dans la coupole et par l'ouverture centrale donnant sur la lanterne. Les quatre côtés du cube sont surmontés de grandioses arcs en plein cintre, tangents en leurs sommets à la circonférence de la coupole. Les deux arcs latéraux s'ouvrent sur des absides symétriques aux voûtes à caissons. Les deux arcs centraux donnent, l'un sur la nef principale, l'autre sur le chœur. Ce dernier est constitué d'un espace cubique couronné d'une élégante voûte en parapluie, se terminant en une abside similaire aux absides latérales. L'équilibre des proportions est basé sur la largeur de la nef centrale, égale au double des côtés du presbytérium et du diamètre de la coupole.
À l'extérieur, la tribune surplombe au sud le Corso Magenta, à l'est la via Caradosso, au nord le cloître des grenouilles et à l'ouest la nef de l'église. Elle apparaît comme un cube monumental, dont se détachent sur les côtés les deux absides semi-circulaires, alors qu'à l'arrière, le parallelépipède du chœur se termine par une abside analogue aux deux latérales. Au-dessus, s'élève le « tiburio » – qui enveloppe la coupole –, en forme de prisme et surmonté d'une galerie. Le tout est couronné d'une lanterne posée sur une plate-forme circulaire. Sur le côté nord se dresse le petit campanile, de plan rectangulaire, adossé à l'édifice jusqu'à la hauteur de la galerie.

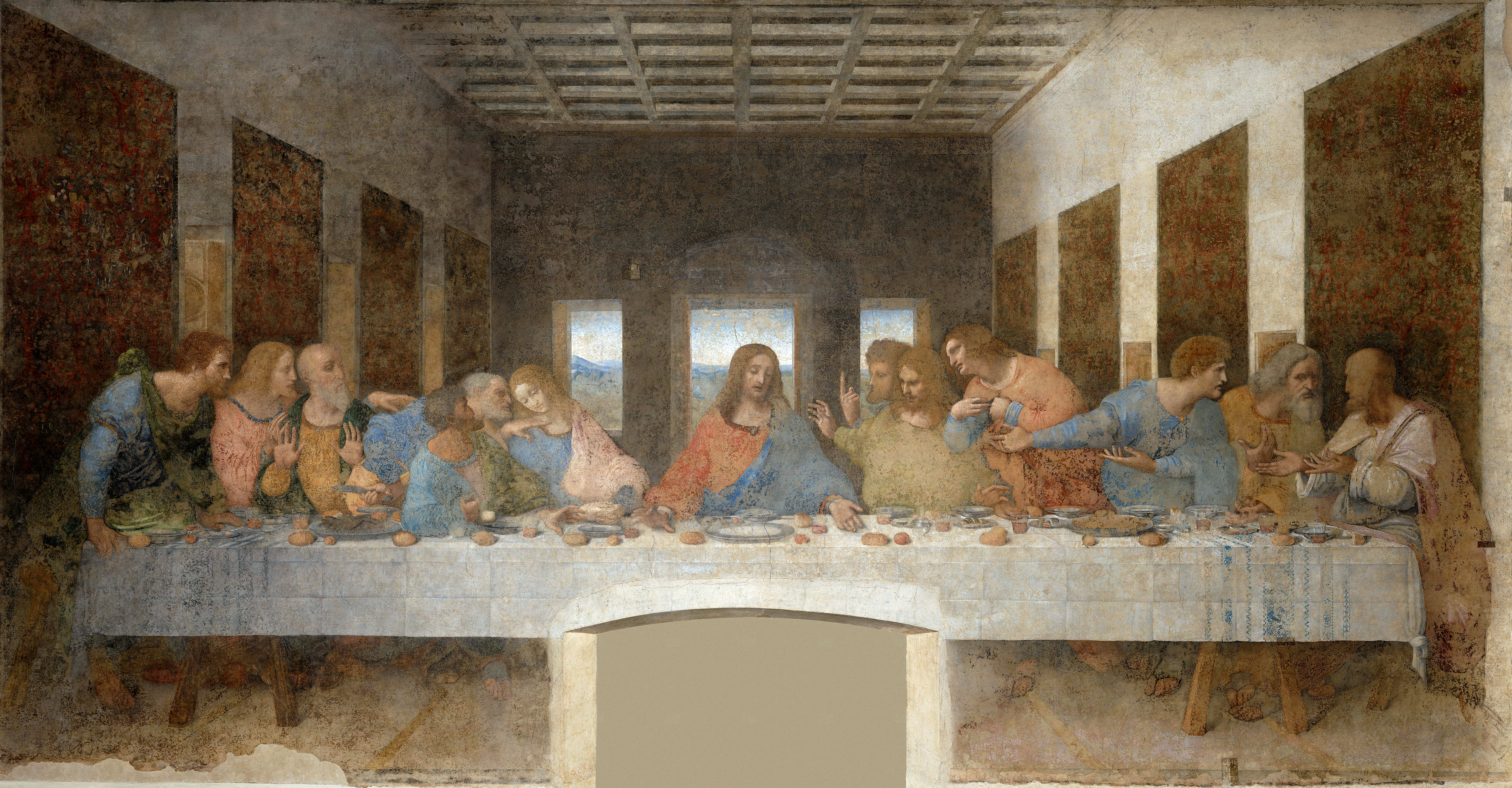
La Cène (1495-1498) de Léonard de Vinci.

## La Cènede Léonard de Vinci
On trouve dans le réfectoire La Cène de Léonard de Vinci (ainsi que la Crucifixion de Giovanni Donato Montorfano). L'ensemble est inscrit à la liste du patrimoine mondial de l'humanité établie par l'UNESCO.